# Casino del Principe
Le Casino del Principe ou Palazzo del Cubante est une résidence construite par l'empereur Frédéric II de Souabe à Cubante, une zone agricole de la commune de Calvi, près de Bénévent, province de Bénévent en Campanie,.
Conçu par l'empereur comme pavillon de chasse (en italien, casino di caccia (it)) doit son nom aux princes Spinelli de San Giorgio del Sannio, qui en furent propriétaires de 1593 au début du XIXe siècle.

## Historique

### De la construction auXVIesiècle

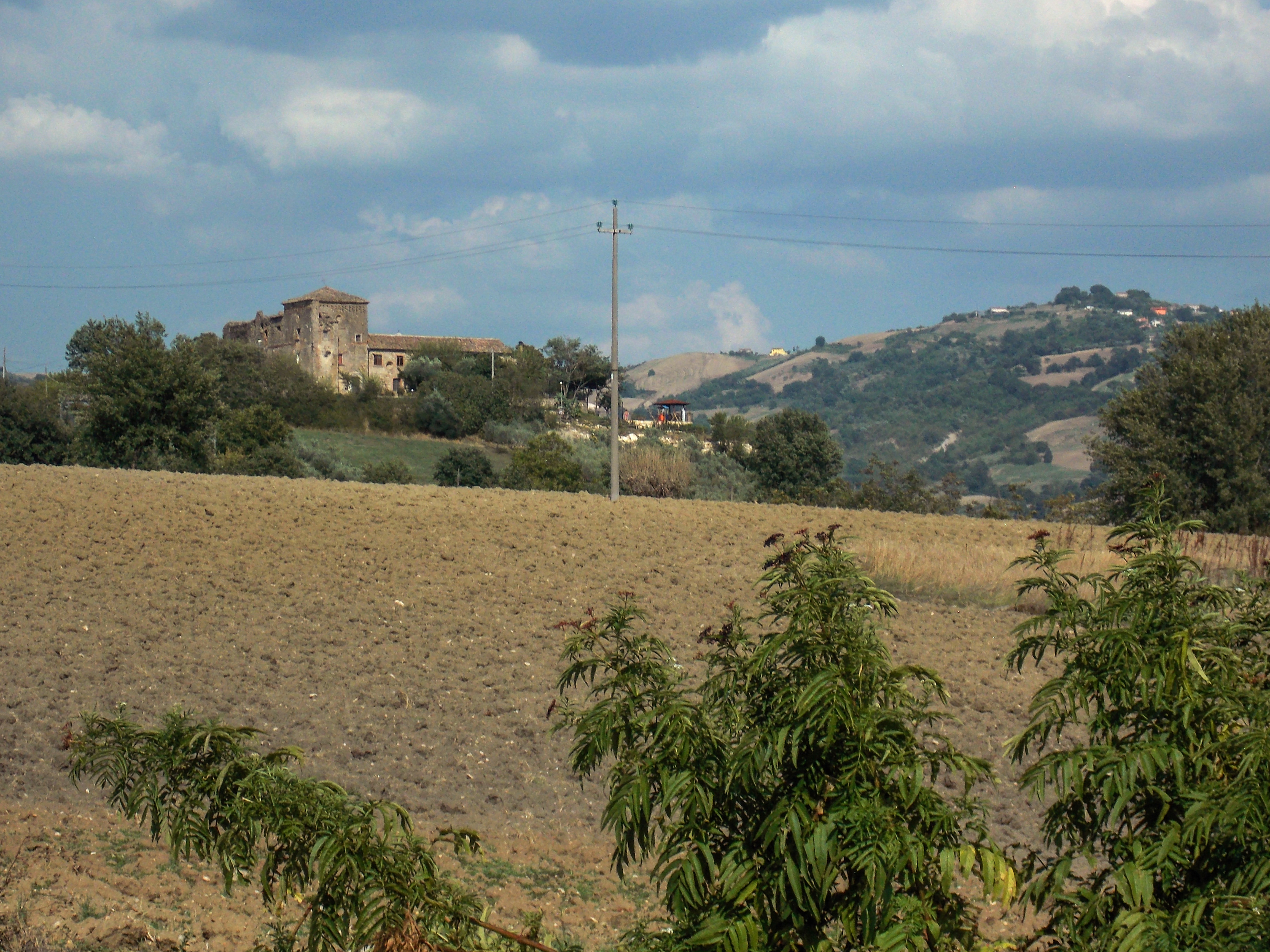
Vue du Casino del Principe. Il ne reste rien des forêts qui caractérisaient la région au Moyen Âge.

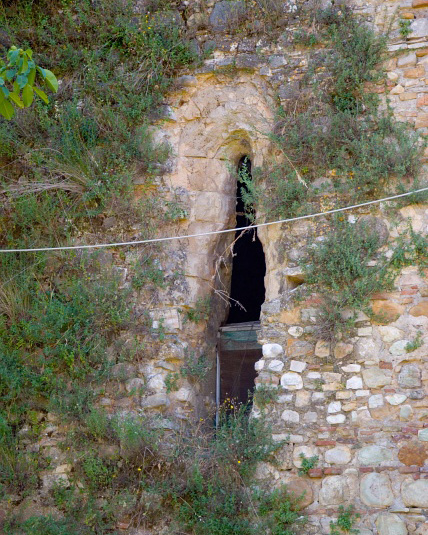
Détail d'une fenêtre à lancette.

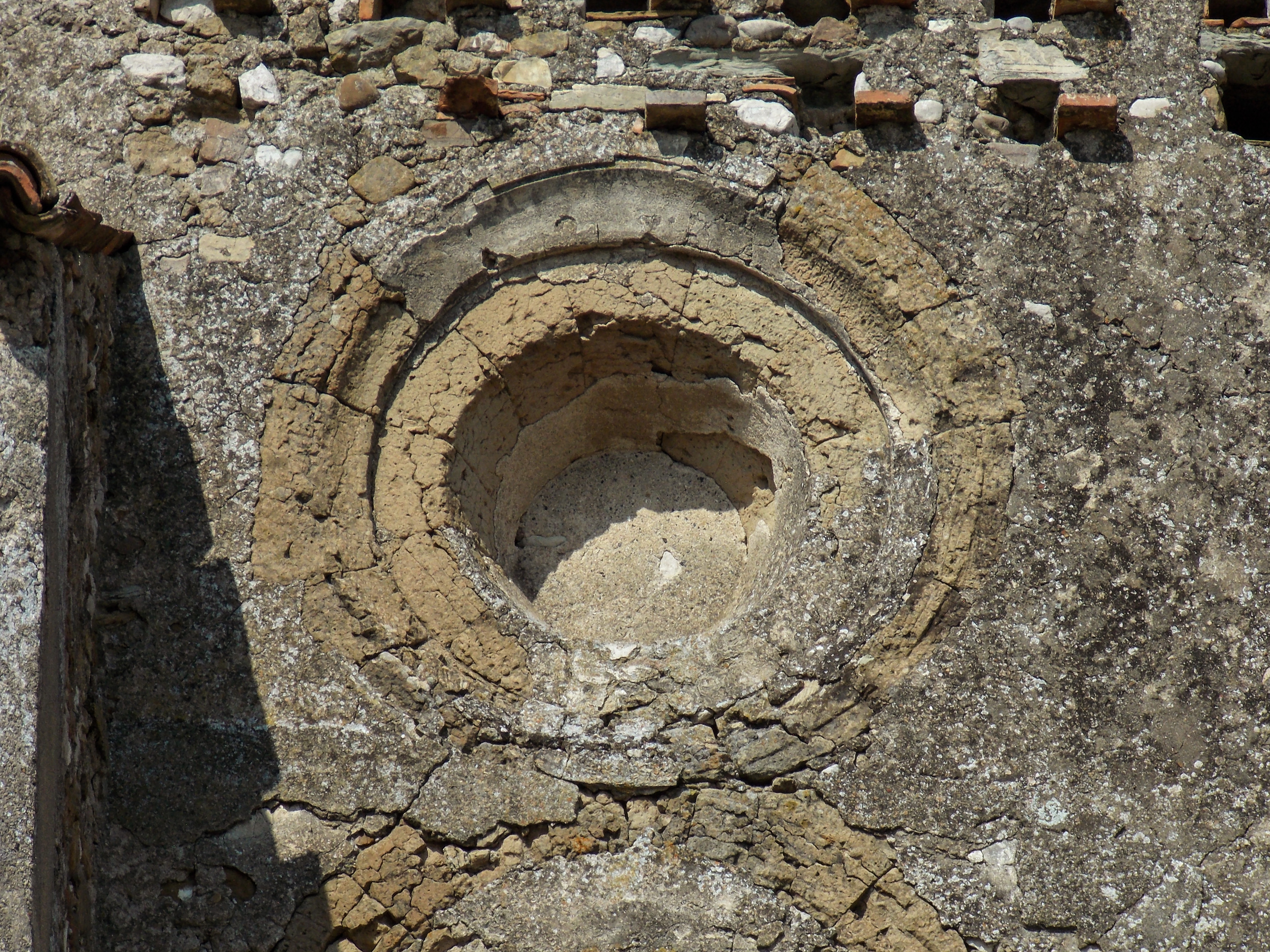
Détail d'un oculus.

Les découvertes historiques selon lesquelles le Casino del Principe était à l'origine une résidence de l'empereur Frédéric II ont commencé sous l'égide de l'historien local Laureato Maio, qui a publié cette thèse en 1982 puis en 1996. Cependant, il y avait déjà une rumeur selon laquelle l'empereur aurait séjourné dans ce bâtiment (selon d'autres versions, on supposait à tort que le Casino del Principe appartenait à Frédéric Barberousse). Selon la légende populaire, vivait là un prince solitaire qui se débarrassait des invités indésirables en les jetant dans la rivière Calore Irpino par un passage souterrain. Sur la base de l'état actuel des recherches, on peut supposer que ce lieu de confort était l'un des loca  solatiorum, c'est-à-dire une résidence en dehors de la ville que Frédéric II avait dans des endroits agréables du sud de l'Italie qui a été construit pour qu'il puisse se consacrer à la chasse pendant son temps libre. 
La présence de Frédéric II dans la région est attestée pour 1229 : il était occupé à reconquérir les territoires que les habitants de Bénévent, soumis au pouvoir papal, avaient conquis en son absence. Celles-ci comprenaient les zones fortifiées les plus proches de Cubante : Apice et Montefusco. Dès 1240, lorsque les relations avec le pape Grégoire IX se détériorent, Frédéric II se tourna vers Bénévent pour l'assiéger ; Vers mai, il était apud Apicem (près d'Apice), un territoire qu'il venait d'acquérir après la mort du vieux seigneur féodal sans héritier. 
La construction du palais doit donc avoir eu lieu dès 1229 ou, plus probablement, au début des années 1240. Dans le Statutum de reparatione castrorum (Loi sur la réparation des châteaux, 1241-1246), le Palazzo del Cubante apparaît en réalité sous le nom de domus domini imperatoris Apicii (Maison du seigneur impérial d'Apice). Peut-être que Frédéric II a écrit une lettre au pape Innocent IV depuis ce palais en 1243, situé à l'apud Beneventum (près de Bénévent). 
Après la fin de la dynastie des Hohenstaufen, à la bataille de Bénévent, le roi Charles Ier d'Anjou apporta quelques modifications au palais, comme en témoigne un document de 1271 (et un autre de 1274) ordonnant la réparation de la toiture, des portes et des fenêtres. Avec ces changements, le palais acquiert certaines caractéristiques d'une forteresse conformément à la tendance de Charles Ier à ne pas faire de distinction entre les bâtiments résidentiels et les bâtiments fortifiés : le palais commença à être appelé un castrum. 
Lors d'un procès de 1272, plusieurs témoins affirmèrent que l'abbaye Sainte-Sophie de Bénévent possédait tout Cubante, à l'exception du palais, qui avait été construit insolemment (envers le pape, vraisemblablement Grégoire IX) par Frédéric II. Même si à la fin du XIe siècle il était attesté que ce monastère appartenait au Palazzo del Cubante, de telles affirmations catégoriques semblent difficiles à concilier avec le fait que le palais devait être entouré d'une zone de chasse. Les documents de l'époque de Frédéric II ne confirment pas cela, mais celle-ci est apparue en 1275, administrée par neuf citoyens de Montefusco et donc évidemment de proportions considérables. En 1278, Tristano de Cantalupo était gardien du palais et des terrains de chasse, et il est rapporté que ceux-ci appartenaient à Frédéric II. 
L'utilisation des terrains de chasse par des étrangers était réglementée, comme en témoignent les permis accordés au provençal Americo de Sus pour y couper du bois (1278) et aux habitants de Bénévent pour y faire paître leur bétail (1279). En 1284, l'abbaye Sainte-Sophie a acquis le droit d'y couper du bois ; La même année, le susnommé Americo de Sus était gérant de la propriété. Au cours des siècles suivants, l'abbaye Sainte-Sophie continua à posséder certains territoires à Cubante. 
En 1407, le roi Ladislas d'Anjou-Durazzo utilisa le palais en vue de conquérir Bénévent, qu'il réalisa l'année suivante. Le roi Ferdinand Ier de Naples y résida également en 1460 lors de la guerre contre la Maison d'Anjou ; il a dû entreprendre de nouveaux travaux de rénovation. Ferdinand Ier fit ensuite don du fief de Cubante avec le palais de Frédéric II et un autre bâtiment appelé Cancelleria à l'Universitas de Montefusco. Après diverses usurpations, la réincorporation de Cubante fut réalisée en 1484 au profit de l'Universitas, confirmée en 1512 en réponse à des tentatives d'appel. Entre-temps, le palais de Frédéric II devait servir de bâtiment des douanes, comme le suggère un document de 1499 accordant le fief de Montefusco à Giovanni Borgia.

### Le casino des Spinelli

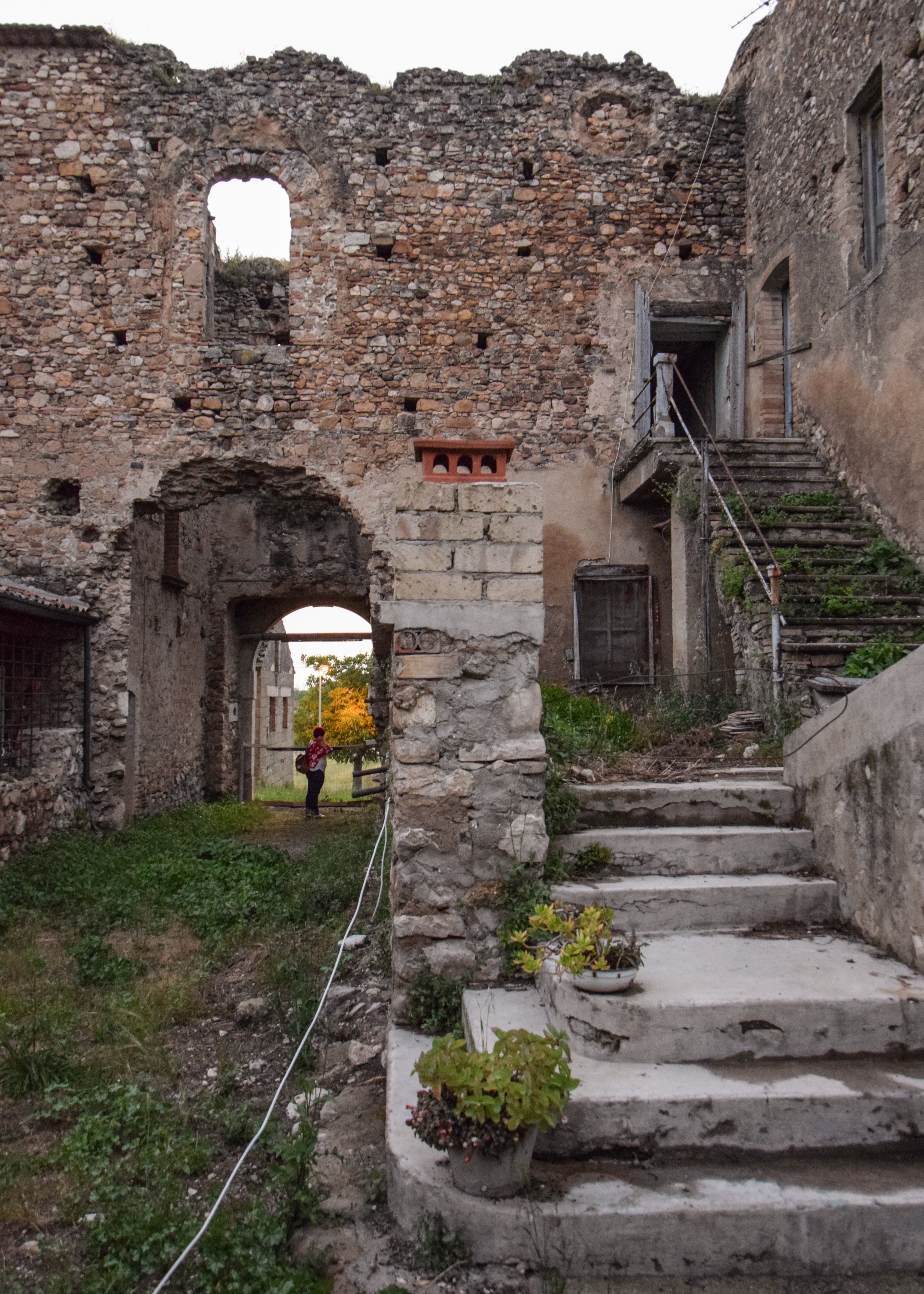
Vue intérieure.

En 1582, l'Universitas de Montefusco, encore une fois victime d'usurpations à Cubante qui affectèrent également la propriété du palais, vendit la partie qui restait en sa possession à un particulier, Oratio Botta. Quelques années plus tard, en 1593, le Palazzo del Cubante et tout son fief (à l'exclusion des parties déjà aux mains des usurpateurs) furent officiellement vendus aux enchères. L'enchère a été remportée par Pier Giovanni III Spinelli, baron de San Giorgio del Sannio. En 1638, son fils, Giovanni Battista III Spinelli eut le titre de prince : Ce titre, que ses descendants perdirent à nouveau en 1689, fut acquis par Carlo III Spinelli en 1717. Celui-ci, contrairement à la tendance de la plupart des nobles locaux à s'installer à Naples, s'occupa de la restauration du palais de Frédéric II afin de le transformer en résidence de campagne pour lui-même, lui donnant ainsi le nom de Casino del Principe, comme le palais a été nommé dans le futur. Il est significatif que Luigi Specioso Spinelli, le fils de Carlo, qui céda son fief à son frère Giovanni Crisostomo parce qu'il vivait ailleurs, voulut encore conserver la pleine propriété du Palazzo del Cubante et de ses dépendances jusqu'à sa mort. 
Dans la première moitié du XIXe siècle, les domaines des Spinelli étaient répartis entre plusieurs propriétaires. Beaucoup d'entre eux furent progressivement achetés par le curé de San Giorgio, Domenico Nisco, qui était déjà administrateur du prince Domenico Spinelli. Vers 1840, on lui confia le Casino del Principe ; et en 1873, son neveu Nicola acheta officiellement ce qui restait des propriétés des Spinelli à Cubante. 
Après le changement de propriétaire, le Casino del Principe subit de dernières modifications, devenant une propriété rurale divisée en petites fermes. C'est ainsi que la propriété a été utilisée jusqu'aux tremblements de terre de 1962 et 1980, qui ont conduit à son abandon presque complet et, par conséquent, à la détérioration des bâtiments. 
En 1989, le Casino del Principe a été reconnu par le ministère de la Culture comme présentant « un intérêt particulièrement significatif ». En 2015, il a été partagé entre cinq propriétaires, dont la commune de Calvi et un particulier propriétaire d'un corps de ferme.

## Description

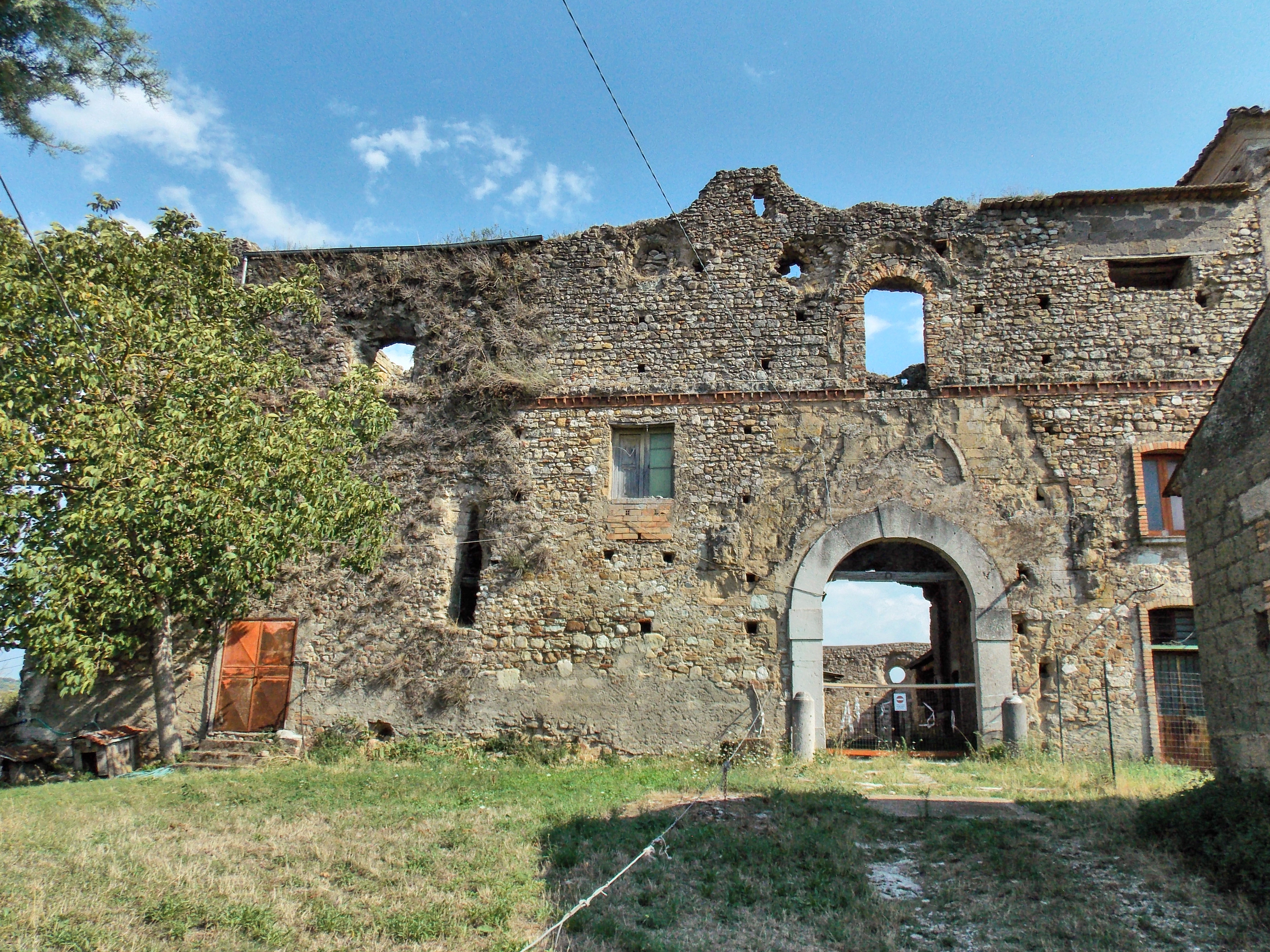
Vue de la façade.

Selon les choix que l'empereur Frédéric II a également faits ailleurs pour l'emplacement de ses résidences, la domus de Cubante est située à un point d'observation proche des routes, des forêts et des cours d'eau : au sommet d'une colline au-dessus de la Calore Irpino, la rivière n'étant qu'à environ 300 m. À l'ouest, la propriété est bordée par un ruisseau, le Vallone San Giovanni, qui se jette dans la Calore. À environ 1,5 km, le Ponte Appiano, un pont sur le tracé de la Via Appia, traverse la rivière ; il était probablement encore utilisé et n'est tombé en ruine que plus tard. Les forêts dans lesquelles Frédéric II chassait ne sont plus reconnaissables dans la région aujourd'hui, mais leur existence est bien documentée historiquement. 
L'architecture du bâtiment appartient à une typologie que l'on retrouve également dans les résidences de l'empereur Frédéric II au château de Gravina dans les Pouilles (du même âge ou plus), au Palazzo San Gervasio et à Marano di Napoli (qui sont considérées comme plus jeunes). Le bâtiment a été construit à l'origine en grande partie en pierre de taille avec des galets de rivière ; il a un plan presque carré (l'avant et l'arrière mesurent 28,6 m de long, les côtés mesurent 27,6 m) et les coins sont orientés selon les quatre directions principales du vent. Les divisions internes sont définies à partir d'une grille de 4 sur 4 : l'ensemble des carrés les plus intérieurs forme la cour (qui a ensuite été fortement modifiée), tandis que les carrés le long du bord forment les quatre ailes du palais. Lors de la rénovation à la demande de Charles Ier, quatre tours élancées ont été rattachées au plan extérieur du palais de Frédéric II, de la même manière que les trois autres résidences mentionnées.
L'aile avant est celle du nord-ouest, qui est plus haute que les autres. C’est également là que se trouve la seule entrée du palais. Le portail en pierre date du XIXe siècle, mais autour de lui sont restés quelques éléments en tuf, qui entouraient également le portail d'origine, à partir d'un arc en plein cintre qui encadrait une niche ronde, probablement avec des sculptures décoratives. De part et d'autre du grand portail, dépassent du mur deux chapiteaux qui étaient insérés sur de courts tronçons de demi-colonnes : il pourrait s'agir de socles de statues intégrés dans la niche. 
Les deux pièces situées à côté de la salle de réception devaient être des pièces de service peu éclairées. Seule celle de gauche a conservé les ouvertures des fenêtres d'origine, c'est-à-dire deux fenêtres individuelles sur la façade et dans le mur gauche de la façade un oculus à double pente en pierre de tuf : ce type d'élément de construction, que l'on retrouve dans tout le palais, est la plus ancienne de ce type en Campanie. Les fenêtres d'origine de la pièce de droite n'ont pas été conservées.

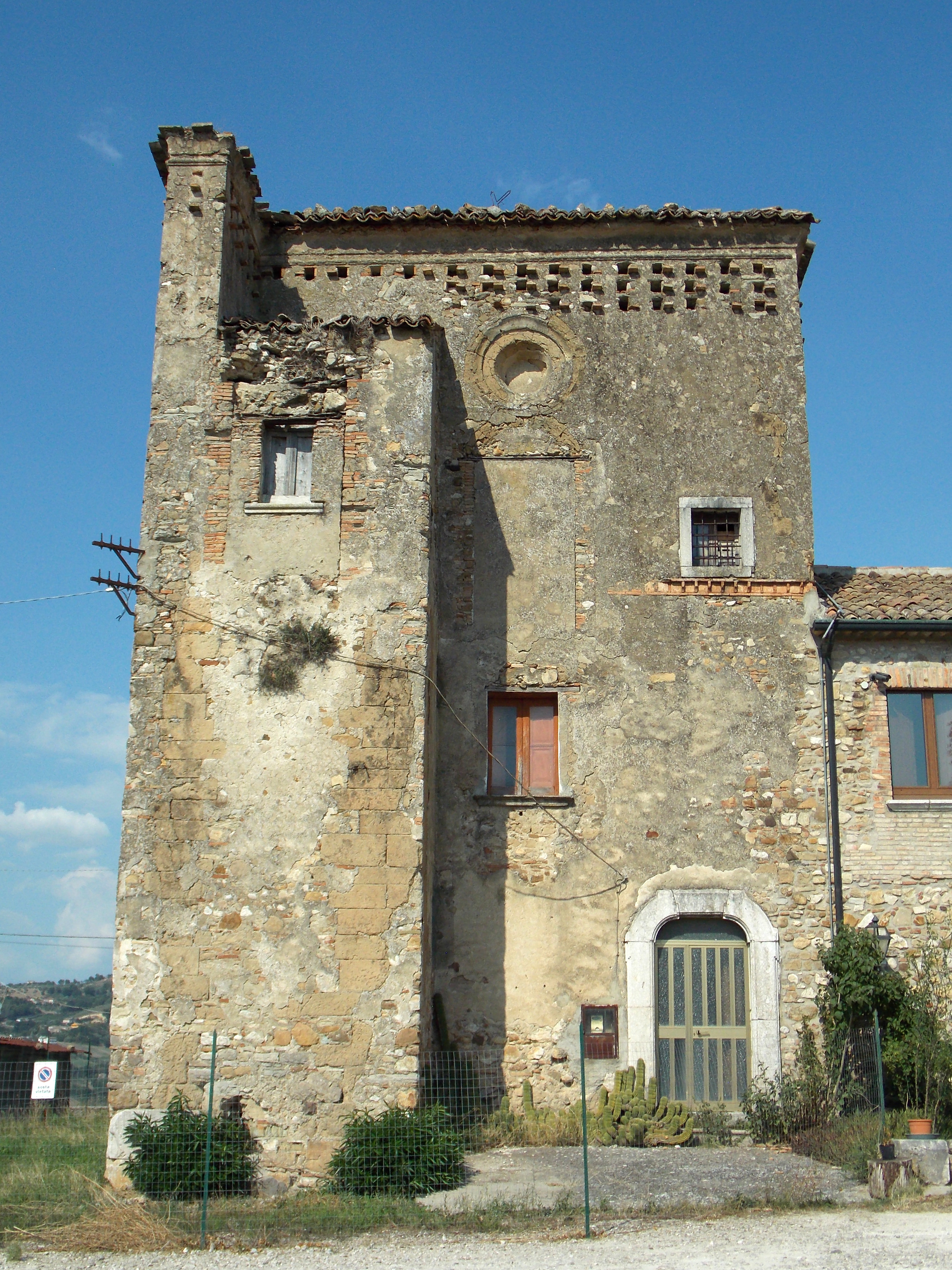
Flanc droit du bloc avant du palais avec la tour ajoutée à l'époque de la Maison d'Anjou.

La résidence de l'empereur devait se trouver à l'étage supérieur, éventuellement divisée en trois pièces, correspondant à l'agencement du rez-de-chaussée. Vous pouvez voir quelques fenêtres originales : celle du milieu sur les côtés longs (à l'origine il devait y en avoir trois de chaque côté) et celles sur les côtés courts (même si l'une d'elles est murée). Il s'agit de fenêtres cintrées avec un cadre à moulure en pierre de tuf, mais en mauvais état de conservation. Juste en dessous de l'avant-toit se trouvent un certain nombre d'oculus sur la façade, comme celle décrite ci-dessus, dans différents états de conservation. Deux autres se trouvent sur les murs latéraux au-dessus des fenêtres ; ils sont également visibles sur les côtés donnant sur la cour intérieure.
Les murs n'étant pas très épais (entre 0,90 et 1,20 m), les structures porteuses devaient être en bois, éventuellement soutenues par des arcs de séparation. Il ne reste aucune trace des escaliers d'origine, ni à l'intérieur ni à l'extérieur. 
Les modifications les plus évidentes apportées au XIXe siècle à la façade du bâtiment comprennent les extensions sur le côté droit pour accueillir un colombier dans le grenier et la charpente décorative en maçonnerie sous les fenêtres de l'étage supérieur. 
Les autres ailes du palais sont moins bien conservées ; leurs murs donnant sur la cour intérieure ont presque complètement disparu ou sont de travers. À l'intérieur se trouvaient les maisons des domestiques, les écuries et les entrepôts. Sur les murs extérieurs, quatre derniers oculus ont été conservés sur la façade sud-est, deux fenêtres simples (divisées au milieu et murées) sur la façade nord-est (qui ont également été fermées ultérieurement par la construction de locaux de service) et une fenêtre unique et un oculus sur la façade sud-ouest. 

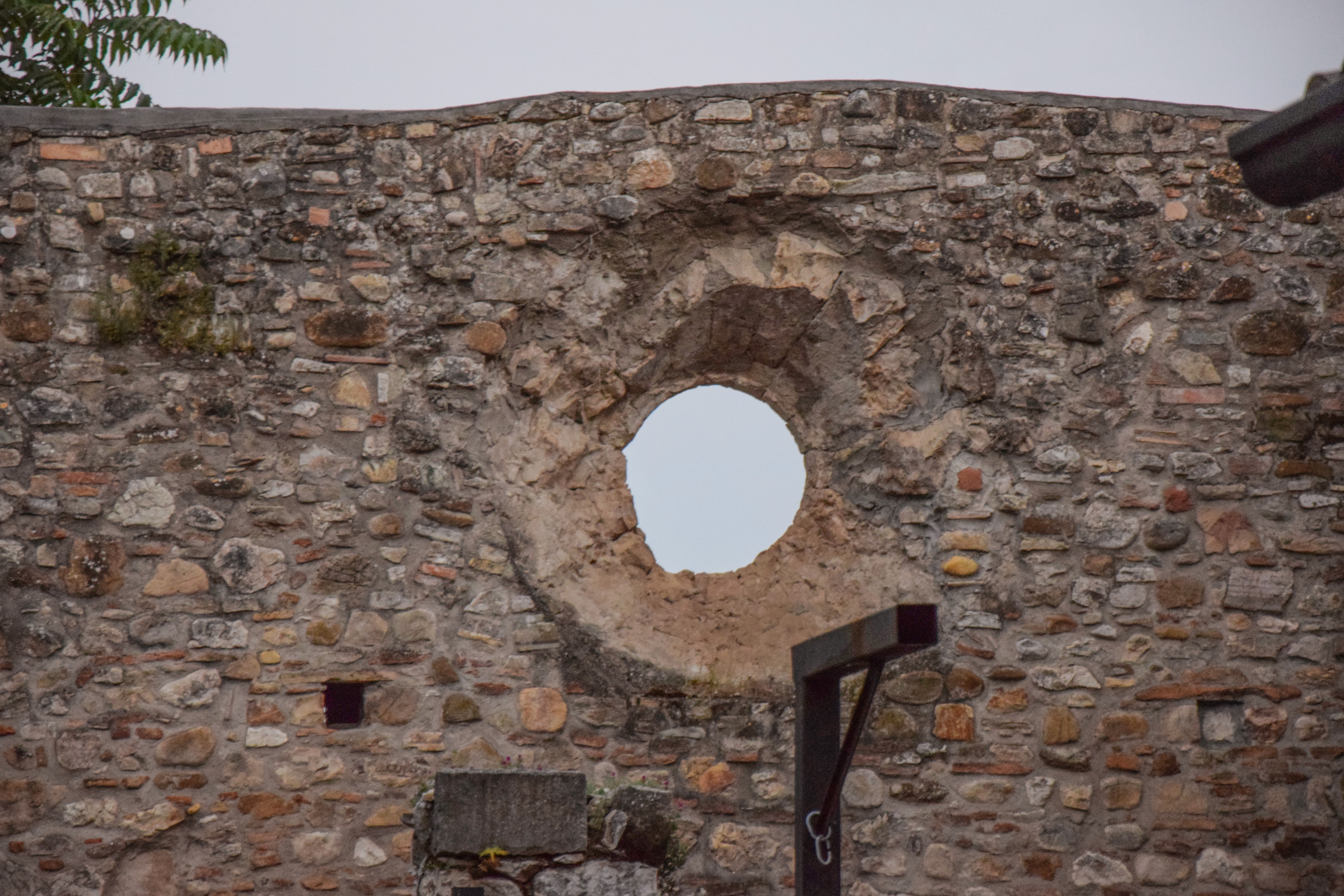
Oculus.

Quatre tours élancées avec un plan d'étage rectangulaire et des longueurs latérales comprises entre 2,30 et 3,70 m sont construites à l'extérieur des murs de la domus d'origine. Deux d'entre elles ont été ajoutées à la façade principale, qui s'est ainsi allongée, tandis que les deux autres, plus basses, font saillie aux extrémités des murs opposés. Ils ont certainement été construits après l'achèvement du palais et ont été commandés par le roi Charles Ier pour fortifier le palais de Frédéric II. Les tours se sont partiellement effondrées (les moins modifiées sont celles du nord et celle de l'est), mais les murs intérieurs sont joliment enduits et les plafonds sont voûtés en croisée d'ogives, on peut donc penser à leur utilisation comme citerne, même si l’on ignore la présence d’espaces de vie au sommet des tours avant ne peut être exclue. Un chemin de ronde devait relier les quatre tours à des fins défensives. 
La conception de l'aile d'habitation sous les Spinelli peut être en partie dérivée de l'inventaire rédigé après la mort de Luigi Specioso Spinelli en 1767. Les pièces mentionnées dans l'inventaire sont la chapelle (après tout, Charles Ier devait avoir sa propre chapelle dans chacun de ses châteaux ou palais), la chambre avec cabinet de toilettes, l'escalier et la cave. L'inventaire montre que les pièces étaient extrêmement bien meublées et ressemblaient à des entrepôts de meubles.

### Le fragment de sculpture romaine

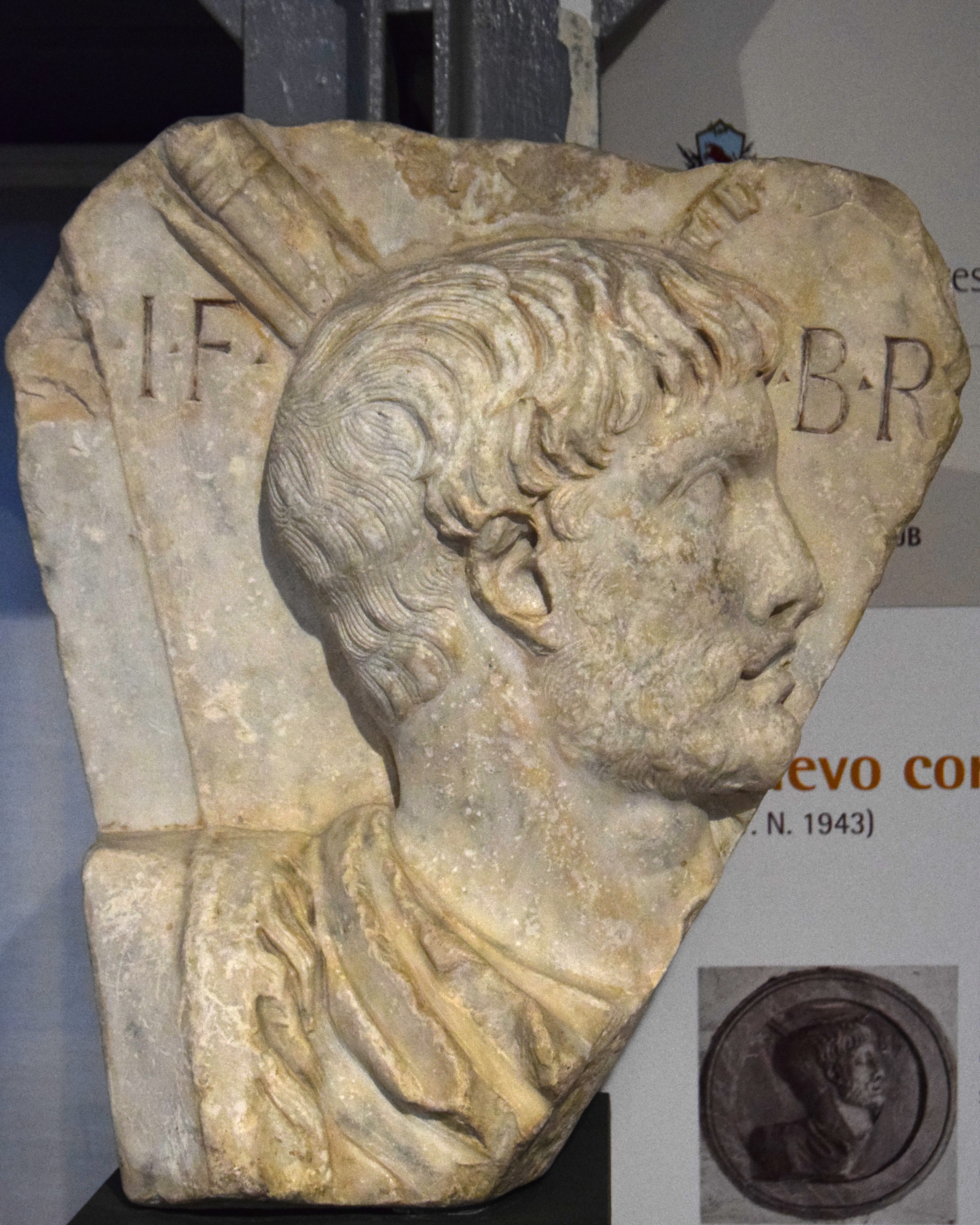
Le fragment du bas-relief obtenu de Borgia.

Stefano Borgia a rapporté qu'il avait reçu en cadeau de l'archiprêtre Bartoli d'Apice le fragment d'un bas-relief qu'il avait dans sa maison et qu'il devait provenir du Palazzo del Cubante. Celui-ci représente un visage généralement considéré comme celui de l'empereur Frédéric Barberousse : plus précisément, les lettres « IFBR », abréviation de « Imperatore Federico Barba Rossa », ont été inscrites en haut, confirmant la confusion créée par la tradition entre celui-ci et Frédéric II.
Le fragment fut ensuite transféré au musée du Samnium et conforte l'hypothèse selon laquelle il faisait partie du panneau central manquant de l'Arc de Trajan à Bénévent : l'empereur Frédéric II, passionné d'art classique, le récupéra pour décorer son palais.

### Liens externezs
- Notices d'autorité :   - VIAF